# 逆転報道の女
『逆転報道の女』（ぎゃくてんほうどうのおんな）は、2012年から2020年まで朝日放送の制作により、テレビ朝日系で放送されたテレビドラマシリーズ。全6回。主演は高島礼子。
放送枠は第1作〜第5作までは「土曜ワイド劇場」、第6作は「逆転報道の女 FINAL」のタイトルでABCテレビで関西ローカルで放送され、その後2020年にテレビ朝日の日曜プライム枠で放送。
ニュースショーを舞台に、女性司会者が取材を通して殺人事件の謎に挑む。

## 登場人物

### ABXテレビ（テレビサンライズ）
西野沙織
演 - 高島礼子
ハートニュース担当のアンカーマン。真面目な性格で、報道という仕事は真実のみを伝えることと見なしており、それ故に視聴率の事だけしか頭にない小久保といがみ合う事が多い。かつてABXテレビでニュースキャスターをしており、後に同僚のカメラマンである西野祐介と結婚して一度は専業主婦になるが、その一年後に祐介が何者かに殺害され、それでも犯人像が浮かび上がらずに原因が自身ではと推測したマスコミの取材陣によって殺人被害者から一転して報道被害に遭ってしまい、これがきっかけで「弱者の立場の人々を報道で守る」という信念を持つようになり、その姿勢を理解したプロデューサーの大倉によって現場復帰する。その後、数々と殺人事件に遭遇するようになり、同僚と共に事件を解決していく。第6作で祐介殺害の件を週刊誌で報道され、世間を騒がせたという責任を取らされる形で解雇を言い渡された。
石田翼
演 - 原田龍二
ハートニュース担当のディレクター。好みの女性を探すためキャバクラに通っているが、女性運に恵まれていないためいつも失敗している。沙織には協力的で、事件が起きる度にいつも手助けをしている。
小久保満
演 - 近江谷太朗
報道デスク。沙織らの考えと対極で、見世物性や話題性、視聴率重視の番組作りをしようとしていがみ合うが、それでも沙織の行動に難色を示しつつも協力することもある。
江畑佳代
演 - 秋本祐希
ABXテレビのアナウンサー。ニュースキャスターとしての沙織の事は良く思っておらず、普段は小久保と共に陰口を叩いているものの、一方では事件が起きる度に一応沙織に協力しており、手助けをすることもある。
梅崎忠司
演 - 朝倉伸二
ハートニュース担当の取材カメラマン。ドーナツが好物で、いつも仕事中に袋を持って食している場面が多い。石田翼と同様に沙織には協力的で、事件が起きる度に彼女と行動を共にしたりするなど行動を起こしている。
大倉健
演 - 益岡徹
プロデューサー。局内では変人として通っているが、一方では沙織の幾度の行動を許した上で手助けするなど良き面も多々ある。沙織の夫である祐介が殺害された後は沙織の報道姿勢を買い、新ニュース番組「ハートニュース」のメイン司会に抜擢する。

### 西野家
西野祐介
演 - 飯田基祐
沙織の亡き夫で、ABXテレビのかつてのカメラマン。非常に真面目且つ真っ直ぐな性格で、報道という仕事にはそれなりに誇りを持っている。同僚のニュースキャスターである沙織と結婚したが、その一年後に何者かによって刺殺された。
西野未来
演 - 佳音
沙織の娘。母がニュースキャスターとしてテレビに出ていることが多い故に同級生からはその事を度々からかわれたり、母を嘘吐き呼ばわりされて落ち込むなどのデリケートな面もあるが、それでも「周りを敵に回そうが、お母さんを信じている」と発言する等のしっかりとした面もある。
西野雅子
演 - 水野久美
沙織の義母。沙織と孫の未来を気遣ったり、時には暖かい目で静かに見守っている。

### 警視庁捜査一課
朔悠真
演 - 水沢駿
刑事。いつも坂口銀三郎と行動を共にしており、またいつも沙織が事件に首を突っ込んでいることも報道という立場もあって気にも留めていない。
第5作と第6作では名前が朔悠馬になっている。
坂口銀三郎
演 - 渡辺哲（1-5）
刑事。沙織の夫である祐介が殺害された事件を担当していたこともあり、それ故に沙織とは顔見知りとなっている。また、事件を通じて度々沙織と遭遇しており、彼女に対して「事件のことで何かを掴んでいるのではないか」と考えて独自に助力を頼むこともある。
三上玲央
演 - かたせ梨乃（5-6）
第5作から登場した警部。犯人逮捕の為ならば一切の余談や私情には囚われず、誰に対しても容赦無い取り調べをするが、場合によっては相手を気遣ったり、時に励ましたり、常に被害者の無念を考えた上で捜査に臨むなど一応優しい一面も見せている。また、沙織のことを良く思っていない節を見せているが、捜査情報を与えたり、共に真相解明に動くなど最終的に協力関係を築いている。第6作で衆議院議員の汚職を追及したため圧力により警察学校への異動を言い渡された。
武蔵野武文
演 - 農塚誓志（5-6）
巡査部長。

### ゲスト
第1作：2012年2月18日放映「ワケあり主婦キャスターが挑む天才医師の不審死！2億の保険金!?医療ミス!? そこに隠された復讐の殺意!!」
- 三上玲奈（祖父江脩一の娘・政略結婚により三上悟と結婚） - 小野麻亜矢
- 野村美月（白麗大学付属病院 通院患者） - 矢部裕貴子
- 阿久津卓也（白麗大学付属病院 第一外科医師） - 岡本光太郎
- 橋本幸代（白麗大学付属病院 看護師） - 小林きな子
- 三上悟（殺人被害者・白麗大学付属病院 第一外科医師） - 平井孝幸
- 橘由麻（白麗大学付属病院 新人看護師） - 山本麻貴
- 田辺香織（赤坂のクラブママ・医療ミスで死亡） - かとうあつき
- 青木美香（田辺香織の店のホステス） - 櫂作真帆
- 海老原剛志（銀座のバーテンダー） - 大村波彦
- 田辺洋子（田辺香織の母） - 三谷侑未
- 森彩花（森孝史の娘） - 内村つぐみ
- 白麗大学付属病院 院長 - 新納敏正
- たぬき手打うどん店のおかみ - 真下有紀
- 森家の近所 - 村野友美
- 記者 - 森川恵古、久野圭一郎
- 森孝史（町工場社長） - 皆川猿時
- 神崎有美（絵画ギャラリー主宰・三上悟の前妻） - 渡辺梓
- 田辺辰夫（田辺香織の父・蕎麦屋店主） - 深水三章
- 鶴見貴美子（白麗大学付属病院 看護師長） - あめくみちこ
- 祖父江脩一（白麗大学付属病院 第一外科部長） - 三浦浩一
- その他 - 芦沢誠、塚原賢二、内藤千紗、石田誠二、宇都宮晃良、鶴森久大、近江翔悟、宮崎みき

第2作（NEWS2）：2013年3月23日放映「ワケあり主婦キャスターが挑む！同級生連続殺人 死者が残した血文字の十字架!? 格差社会に潜む復讐の殺意」
- 宇佐美洋子（第1殺人被害者・ファッションデザイナー） - 岡千絵（小学生：粟生睦未）
- 山本隆（個人病院院長） - 能見達也
- 米倉和子（現姓「岡崎」・主婦） - 田中広子（小学生：石橋宇輪）
- 森幸治郎（第2殺人被害者・貧困ビジネスNPO「たいぼく」主宰） - 西ノ園達大
- 近田明菜（宇佐美洋子のスタッフ） - 木内晶子
- 高山拓海（宇佐美洋子にクビにされた元派遣社員） - 森本亮治
- 木下泰三（小学校の用務員） - 赤塚真人
- 綾部香織（高山拓海が出逢い系サイトで知り合った女性） - 桂木悠希
- 宇佐美洋子の姉 - 阿部朋子
- 三ツ矢（宇佐見家の家政婦） - 服部妙子
- 小学校の教頭 - なかじままり
- 警察幹部 - 重松収
- 山本の病院の事務長 - 佐伯新
- 「たいぼく」のタコ部屋の入所者 - ホリベン
- コンビニ店員 - 中川知子
- 田島満男（負け組生活の警備員） - 正名僕蔵（小学生：新垣泉）
- 十朱達也（ライブハウス経営者） - 大浦龍宇一（小学生：吉田晴登）
- 中川裕美（宇佐美洋子らの30年前の同級生） - 日下玉巳
- 青木真由子（30年前、窃盗容疑でクビにされた元小学校教諭） - 根本りつ子
- 佐々木祐一（フリーライター・宇佐美洋子の元夫） - 佐藤二朗（小学生：上妻成吾）
- その他 - 芦沢誠、塚原賢二、内藤千紗、若尾夏希、野依健吾、針生楊志夫、岡村麻純、名古屋海沙樹、西野隼人

第3作（NEWS3）：2014年4月19日放映「ワケあり主婦キャスターが挑む火ダルマ連続殺人 封印された目撃証言！被害者を結ぶ5年前の冤罪事件？復讐の炎が炙り出す消えた記憶の謎」
- 北川翔太（アサノモービル 元従業員） - 若葉竜也
- 浅野美咲（和也の娘・ペンションYAMADA 従業員） - 伊倉愛美
- 細貝大輔（志保の夫・カフェ店主） - 牧田哲也
- 山田（山田の妻・美咲の母の姉） - 和泉ちぬ
- あきる野市立五日市第二中学校 校長 - 鈴木一功
- 佐々木槙雄（第4殺人被害者・ツバキヤ工務店 社員） - 内田譲
- 正統学園 新宿本校 経営者 - 小磯勝弥
- 細貝志保（第1殺人被害者） - 諷加
- 三上（真木洋介の元妻） - 大田沙也加
- 今井田のアパートの管理人 - 杏まさ子
- 酒井悟（無職・細貝志保の不倫相手） - 梨本浩市
- 真木洋介（第2殺人被害者・ホームレス） - 柚原旬
- 今井田健二（第3殺人被害者・正統学園 新宿本校 講師・あきる野市立五日市第二中学校 元教師） - 箕輪達昭
- ホスト - 田中瑛祐、桝本圭作、若松大輔
- 定食屋店員 - 井野戸芙美
- カウンセリングルーム八王子の担当者 - 美月麻帆
- 山田孝（ペンションYAMADA オーナー・美咲を養子にする） - 針生楊志夫
- バーテンダー - 康智
- 若林圭太（5年前の五日市自動車工場爆発事件の犠牲者・アサノモービル 元従業員） - 高橋和貴
- 書記官 - 市川孝樹
- 医師 - 佐々木浩泰
- 田丸四郎（5年前の五日市自動車工場爆発事件の犠牲者・塗料店従業員） - 伊奈川正樹
- 山越一男（5年前の五日市自動車工場爆発事件の犠牲者・部品工場従業員） - 宇都宮晃良
- 外国人女性 - 谷田川真理子
- 浅野和也（5年前の五日市自動車工場爆発事件の加害者・アサノモービル 元社長） - 春海四方
- 木場（警視庁五日市東警察署 刑事） - 伊東孝明
- 御厨泰蔵 （警視庁捜査二課 理事官・5年前の五日市自動車工場爆発事件の担当） - 渡辺邦斗
- 鰐渕小百合（武史の娘・11年前にストーカーに殺害される） - 大島理緒（ノンクレジット）
- 鰐渕武史（警視庁押上警察署 警部補） - 中原丈雄
- その他 - 三浦健、山中良子
- 劇中火気シーン - 釼持誠（スタント）、羽鳥博幸（操演）、奥田圭一（CG）

第4作（NEWS4）：2014年11月22日放映「熟女ホステス連続殺人！不倫、偽セレブ、ストーカー!? 嫉妬にまみれた女たちの復讐劇 謎の遺留品白バラのブーケ！」
- マリン（熟女クラブ「マダム・ド・吉祥寺」ホステス） - 横山めぐみ
- しおん（「マダム・ド・吉祥寺」ホステス） - 越智静香
- 近藤豪（紗英子のストーカー・元小学校教諭） - 佐野泰臣
- 北村真央（花屋店員・小峰悠人の恋人） - 逢沢りな
- 高田紗英子（美由紀の友人・第1被害者） - 舟木幸
- アキ（「マダム・ド・吉祥寺」ホステス・第2被害者） - 竹本聡子
- 中島玲奈（飲食店勤務・第3被害者） - 中野若葉
- 小峰学（悠人の父） - 井上康
- 宇田川（しおんのパトロン） - 四方堂亘
- 丈達也（高田紗英子のアパートの管理人） - 三田村賢二
- 木村翔（五十嵐美由紀の秘書） - 寿里
- 小峰悠人（大学生・痴漢冤罪で自死する） - 橋本真一（幼少期：中野遥斗）
- 祐華（「マダム・ド・吉祥寺」ホステス） - 中村真知子
- 「マダム・ド・吉祥寺」店長 - 藤本涼
- 中島玲奈の勤め先の店長 - 山崎潤
- 婚活パーティ運営会社「榊ウエディングプラン」の社員 - 野呂佳代
- 東山大輝（イタリアレストラン店員） - 練苧弘晃
- 京急の駅員 - 鹿江勇太
- 瀬名朝陽（森真紀子宅の近隣の子供） - 藤野大輝
- 「榊ウエディングプラン」の婚活パーティの出席者 - 真下有紀、せんだみつお
- 警察官 - 隆太郎
- 婚活パーティの司会者 - 相馬絵美
- 五十嵐美由紀（婚活パーティ運営会社「フォーエバー・ウェディング」代表） - 秋本奈緒美
- その他 - 大村勝美、下出丞一、小川陽平、仲沢景、飯嶋梅子

第5作（NEWS5）：2016年5月14日放映「情熱キャスターVS氷の女と呼ばれたスゴ腕刑事！二人の女が火花を散らす！被害者はこの世に存在しない男だった!? 疑惑の目撃証言･･･花火と傘に潜む残酷な嘘」
- 野崎彩花（ハウスクリーン岡部 従業員・亮の婚約者） - 岡本玲
- 青木美奈子（太陽の母・温泉旅館「紀ノ本閣」仲居・第2被害者） - 古村比呂
- 岡部哲也（ハウスクリーン岡部 社長） - 小野寺丈
- 田中亮（ハウスクリーン岡部 従業員・本名「青木太陽」・第1被害者） - 松川尚瑠輝（幼少期：松浦理仁 / 養護施設時代：樋口海斗）
- 篠原和枝（亮の死亡現場の通報者） - 水町レイコ
- 宇田川剛志（闇金「三郷ファイナンス」社員） - 菊池均也
- 青木太陽の同僚ホスト - 葉山昴
- 商工会の会員 - 林和義、中脇樹人
- 佐々木（ハウスクリーン岡部 従業員） - 羽場涼介
- 熱海北警察署 熱海本町交番 警官 - 池浪玄八
- 鑑識 - 熊澤洋幸
- ホストクラブ店長 - 檜尾健太
- 井島啓太（自動車修理工・青木太陽の友人） - 松島圭二郎
- すなっく「まみ」店主 - 後藤ひろみ
- 田中亮（本物の田中亮） - 辻川慶治
- 吾妻孝二（彩花が傷害事件を起こした居酒屋の店長） - 伊藤拓陽
- 刑事 - 十松和生
- 電話の声 - 十川郁江
- 森誠（NPO法人「安定した暮らしを支援する会」理事長） - 田中健
- その他 - 金子正憲、嶺井小雪、渋谷靖人、野田美華、宇都宮晃良

第6作（FINAL）：2019年12月21日放映「高島礼子演じるニュースキャスターが、取材を通して弱者の立場から事件の真相に迫る本格サスペンス。2012年に始まったシリーズが“ファイナル”を迎える!」
- 鈴木和也（柳の助手・本名「森辺優太」） - 水橋研二（整形前：石井テルユキ）
- 柳譲太郎（ジャーナリスト） - 松澤一之
- 海老沼浩司（週刊誌の編集長） - 池内万作
- 香川達郎（鳥原建設東京支店 支店長） - 鼓太郎
- 南仁志（鳥原建設千葉営業所 所長） - 大高洋夫
- 伊神翔太（俳優） - 山本栄司
- 市野真由美（森辺のアパート管理人） - 前野恵
- 記者 - 大河原啓介
- 柳結衣（1人目の被害者・柳の娘） - 井上あかね
- 小早川（郷田の秘書） - 山下徳久
- 伊神のマネージャー - 佐藤まんごろう
- 郷田綾（郷田の娘） - 宇佐美菜穂
- 香川靖子（2人目の被害者・香川の妻） - 深瀬美月
- 刑事 - 飯野泰功
- 新聞配達員 - 寿松昇樹
- 海老沼麻美（3人目の被害者・スナックのオーナーママ・海老沼の妻） - 中西友恵
- ミカ（森辺の妻・故人） - 千倉里奈
- 郷田真喜雄（衆議院議員） - 小野寺昭

## スタッフ
- 脚本 - 友澤晃一
- 監督 - 新村良二（1-3）、山本大輔（4-6）
- 音楽 - 稲岡宏哉（5-6）
- 選曲 - 合田麻衣子（1-4）、矢崎裕行（5）
- アナウンス指導 - AZオフィス
- 技術協力 - ビデオフォーカス
- 美術協力 - アイ・アール、テレビ朝日クリエイト、東京美工
- プロデュース - 森山浩一 (朝日放送 / 1)、飯田新 (朝日放送 / 2 - 6)、菊池誠（アズバーズ）、岡美鶴（アズバーズ / 4 - 6）
- 製作 - 朝日放送、アズバーズ

## 放送日程
| 話数 | 放送日         | サブタイトル | 脚本     | 監督     | 視聴率 |
| ---- | -------------- | --- | -------- | -------- | ------ |
| 1    | 2012年2月18日  | ワケあり主婦キャスターが挑む天才医師の不審死！ 2億の保険金!?医療ミス!? そこに隠された復讐の殺意!!                                                 | 友澤晃一 | 新村良二 | 14.3%  |
| 2    | 2013年3月23日  | ワケあり主婦キャスターが挑む！同級生連続殺人 死者が残した血文字の十字架!? 格差社会に潜む復讐の殺意                                                | 友澤晃一 | 新村良二 | 15.4%  |
| 3    | 2014年4月19日  | ワケあり主婦キャスターが挑む火ダルマ連続殺人 封印された目撃証言！ 被害者を結ぶ5年前の冤罪事件？復讐の炎が炙り出す消えた記憶の謎                   | 友澤晃一 | 新村良二 | 11.5%  |
| 4    | 11月22日       | 熟女ホステス連続殺人！不倫、偽セレブ、ストーカー!? 嫉妬にまみれた女たちの復讐劇 謎の遺留品白バラのブーケ！                                        | 友澤晃一 | 山本大輔 |        |
| 5    | 2016年5月14日  | 情熱キャスターVS氷の女と呼ばれたスゴ腕刑事！二人の女が火花を散らす！ 被害者はこの世に存在しない男だった!? 疑惑の目撃証言･･･花火と傘に潜む残酷な嘘 | 友澤晃一 | 山本大輔 |        |
| 6    | 2019年12月21日 | 高島礼子演じるニュースキャスターが、取材を通して弱者の立場から事件の真相に迫る本格サスペンス。 2012年に始まったシリーズが“ファイナル”を迎える!    | 友澤晃一 | 山本大輔 |        |
| 6    | 2020年9月27日  | 高島礼子演じるニュースキャスターが、取材を通して弱者の立場から事件の真相に迫る本格サスペンス。 2012年に始まったシリーズが“ファイナル”を迎える!    | 友澤晃一 | 山本大輔 |        |

- 視聴率はビデオリサーチ調べ、関東地区・世帯
- 第6作は2019年12月21日に朝日放送テレビ[注 3]にて関西ローカルで（13:00-14:55）、その後2020年9月27日にテレビ朝日系（「日曜プライム」枠）で放送（21:00-22:54）。なお「日曜プライム」は同日が最終回のため、本作が「日曜プライム」として放送された最後の作品となった。